# くじゃく座デルタ星
くじゃく座δ星（くじゃくざデルタせい、δ Pav / δ Pavonis）は、地球からくじゃく座の方向に約20光年離れた位置にある4等級の恒星である。

## 観測
くじゃく座δ星は外層大気の有効温度が太陽より低いのに対し、光度は太陽より2割あまり高いことから、既に準巨星（水素核融合がほぼ停止して赤色巨星への進化を開始した恒星）化していると考えられる。スペクトル分類においては G8IV 型であり、質量は太陽とほぼ同じだが、半径は太陽の1.2倍ある。表面の対流層は、半径にして恒星の 43.1% を占めるが、その領域に含まれる質量は 4.8% に過ぎない。
この恒星は50億歳から70億歳で、光度は誕生時と比べて60%増大しているとみられる（後期の増大は太陽のそれに近い）。くじゃく座δ星の銀河に対する軌道は太陽のそれと非常に良く似ている。
この恒星に対するスペクトル分析の結果では、ヘリウムよりも重い元素の割合を示した金属量 [Fe/H]（太陽を基準とした鉄：水素の比を常用対数を用いて表記）が太陽よりも高い事を示している。この値は通常、水素と鉄の存在比を太陽大気と比較して示される（鉄は恒星大気中で検知しやすいため）。
くじゃく座δ星の場合、金属量は以下の通り。
{\displaystyle {\begin{smallmatrix}\left[{\frac {Fe}{H}}\right]\ =\ 0.33\end{smallmatrix}}}
この恒星の大気が太陽大気に比して240%の鉄を持つことを示す。これまでの研究により、恒星の金属量と惑星の存在には相関があることが示されており、この恒星もその高い金属量から惑星の存在確率は平均以上とされていた。

## 惑星系
くじゃく座δ星の金属量の大きさの割に周囲に太陽系外惑星が存在するという明確な証拠は得られていないが、2021年にアストロメトリ（位置天文学）による観測データから、周囲を長い公転周期で公転している木星規模の質量を持った巨大ガス惑星の存在が疑われている。2023年に公表された研究結果では、くじゃく座δ星に周期的な視線速度の変動が生じている傾向が検出された。これは2021年のアストロメトリによる観測結果を裏付けるもので、周囲を公転する惑星の存在を示唆している可能性がある。仮にこれが惑星によるものである場合、くじゃく座δ星から少なくとも 11.1 au 離れた軌道を37年以上の公転周期で公転し、質量は少なくとも地球の69倍（木星の0.22倍）になると推定されている。
| 名称 （恒星に近い順） | 質量     | 軌道長半径 （天文単位） | 公転周期 (日) | 軌道離心率 | 軌道傾斜角 | 半径 |
| --------------------- | -------- | ----------------------- | ------------- | ---------- | ---------- | ---- |
| b (未確認)            | ≥0.22 MJ | ≥11.1                   | ≥13500        | —          | —          | —    |

## SETI
金属量が大きい、磁力は弱い、自転が遅い、銀河面付近に存在する、といった好条件から、くじゃく座δ星はSETI研究所のマギー・ターンブルとジル・ターターによって「近傍のG型星中で最良のSETIの観測対象星」に選定されている。視線速度の変動が検出されていないことから、この恒星のハビタブルゾーン付近に木星型惑星は存在しないと考えられるが、却って、もし地球型惑星が存在するなら不安定化せずに済むといえる。くじゃく座δ星は連星でないソーラーアナログとしては最も地球に近い恒星である。